# Tartas (fiume)
Il Tartas (in russo Тарта́с?) è un fiume della Russia siberiana occidentale, tributario di destra dell'Om' (bacino idrografico dell'Irtyš).  Scorre nei rajon Severnyj e Vengerovskij dell'oblast' di Novosibirsk. 
La sorgente si trova nell'area paludosa del Vasjugan'e tra i fiumi Ob' e Irtyš. Il corso del fiume è prevalentemente in direzione sud-occidentale.  Il fiume ha una lunghezza di 566 km; il bacino è di 16 200 km². Il suo corso è lento e tortuoso. Incontra l'Om' a 510 km dalla foce. La sua larghezza va dai 10 ai 70 metri. I suoi maggiori affluenti sono: l'Urez e l'Izes. Lungo il fiume si trovano molti centri abitati, tra cui i villaggi di Severnoe e Vengerovo. Si blocca per il ghiaccio nella seconda metà di ottobre - inizio novembre, sino a fine aprile.